# The JaneDear Girls (album)
The JaneDear Girls è l'album di debutto dell'omonimo duo musicale statunitense, pubblicato il 1º febbraio 2011 su etichetta discografica Warner Music Nashville.

## Tracce
1. Wildflower – 2:43 (Susie Brown, Vicky McGehee, Jeremy Stover)
2. Shotgun Girl – 3:24 (Danelle Leverett, Deric Ruttan)
3. Merry Go Round – 3:15 (Danelle Leverett, Peter Amato, Oliver Leiber)
4. Sugar – 3:03 (Susie Brown, Andy Gibson, John Davis Kennedy)
5. Saturdays in September – 3:53 (Danelle Leverett, Susie Brown, Tom Hambridge, Danny Myrick, Jeffrey Steele)
6. Sing Along – 3:03 (Danelle Leverett, Rune Westberg)
7. Lucky You – 3:12 (Danelle Leverett, Susie Brown, Deric Ruttan)
8. Pretender – 3:52 (Danelle Leverett, Susie Brown, Danny Myrick, Jeff Spence)
9. Never Gonna Let You Go – 3:47 (Danelle Leverett, Susie Brown, Marcus Hummon)
10. Free Ride – 2:55 (Danelle Leverett, Jordan Lawhead, Jason Reeves)
11. Every Day's a Holiday – 3:49 (Danelle Leverett, Susie Brown, Danny Myrick)

Traccia bonus (preordine iTunes e versione Amazon britannica)
1. Baby It's You – 2:58 (Danelle Leverett, Susie Brown, Danny Myrick)

## Classifiche
| Classifica (2011) | Posizione massima |
| ----------------- | ----------------- |
| Stati Uniti       | 46                |